# Rogier Wassen
Rogier Wassen (n. 9 de agosto de 1976 en Roermond, Países Bajos) es un jugador de tenis neerlandés que se destaca por su juego de dobles. En su carrera lleva conquistados 4 torneos de ATP en dobles.

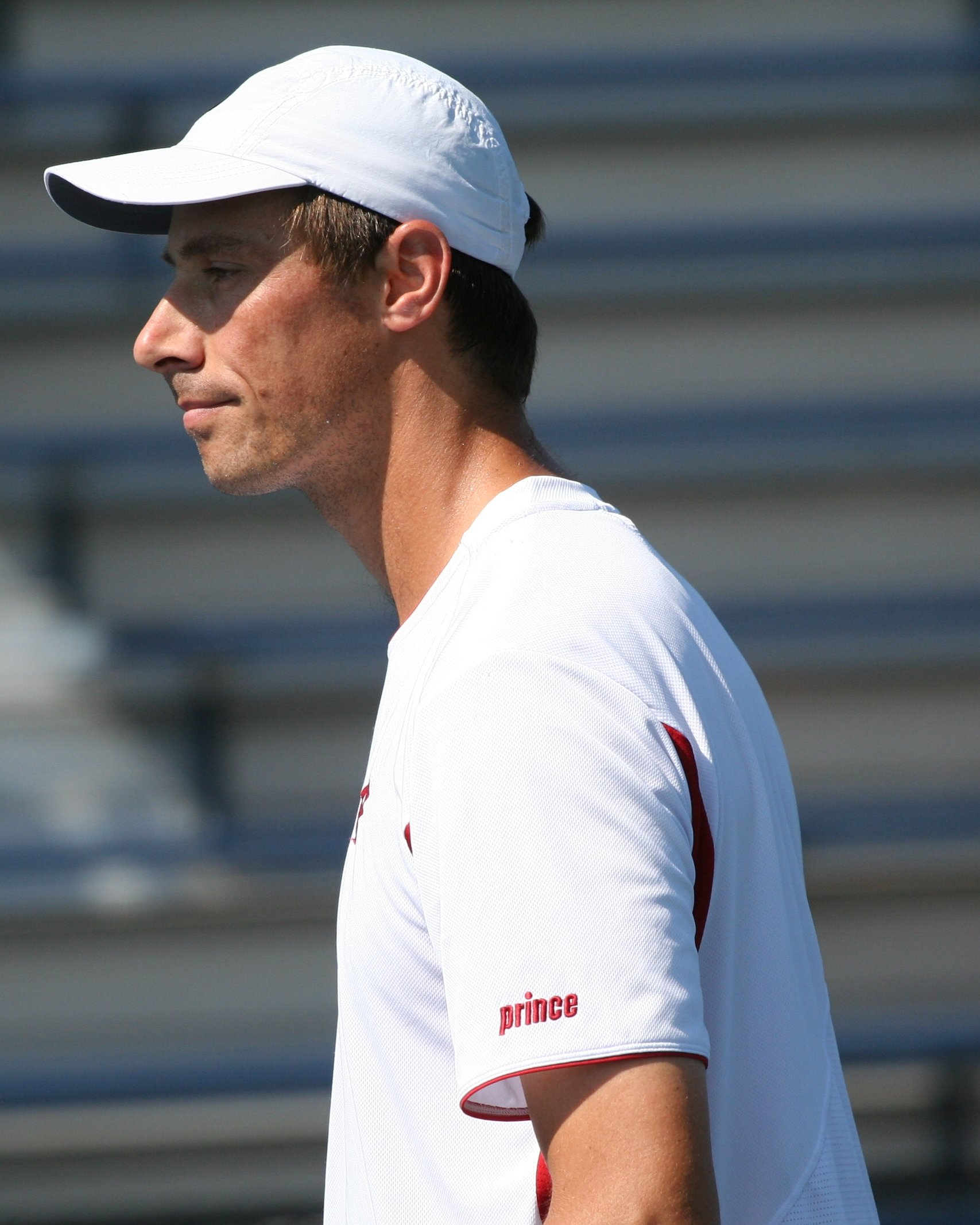
Rogier Wassen

## Títulos (5; 0+5)

### Dobles (5)
| Leyenda                |
| Grand Slam (0)         |
| Tennis Masters Cup (0) |
| ATP Masters Series (0) |
| ATP Tour (5)           |

| N.º | Fecha                    | Torneo           | Superficie    | Pareja           | Oponentes en la final           | Resultado        |
| --- | ------------------------ | ---------------- | ------------- | ---------------- | ------------------------------- | ---------------- |
| 1.  | 15 de enero de 2006      | Auckland         | Dura          | Andrei Pavel     | Simon Aspelin Todd Perry        | 6-3 5-7 10-4     |
| 2.  | 14 de enero de 2007      | Auckland         | Dura          | Jeff Coetzee     | Simon Aspelin Chris Haggard     | 6-7(11) 6-3 10-2 |
| 3.  | 22 de enero de 2007      | 's-Hertogenbosch | Césped        | Jeff Coetzee     | Simon Aspelin Martin Damm       | 3-6 7-6(5) 12-10 |
| 4.  | 14 de julio de 2008      | Amersfoort       | Tierra batida | Frantisek Cermak | Jesse Huta Galung Igor Sijsling | 7-5 7-5          |
| 5.  | 26 de septiembre de 2010 | Metz             | Dura (i)      | Dustin Brown     | Marcelo Melo Bruno Soares       | 6-3 6-3          |

### Finalista en dobles (5)
- 2005: Lyon (junto a Jeff Coetzee pierden ante Michael Llodra y Fabrice Santoro).
- 2007: Amersfoort (junto a Robin Haase pierden ante Juan Pablo Brzezicki y Juan Pablo Guzmán).
- 2008: Zagreb (junto a Christopher Kas pierden ante Paul Hanley y Jordan Kerr).
- 2009: Zagreb (junto a Christopher Kas pierden ante Martin Damm y Robert Lindstedt)
- 2009: Newport (junto a Michael Kohlmann pierden ante Jordan Kerr y Rajeev Ram)